# مصارعة الصراصير

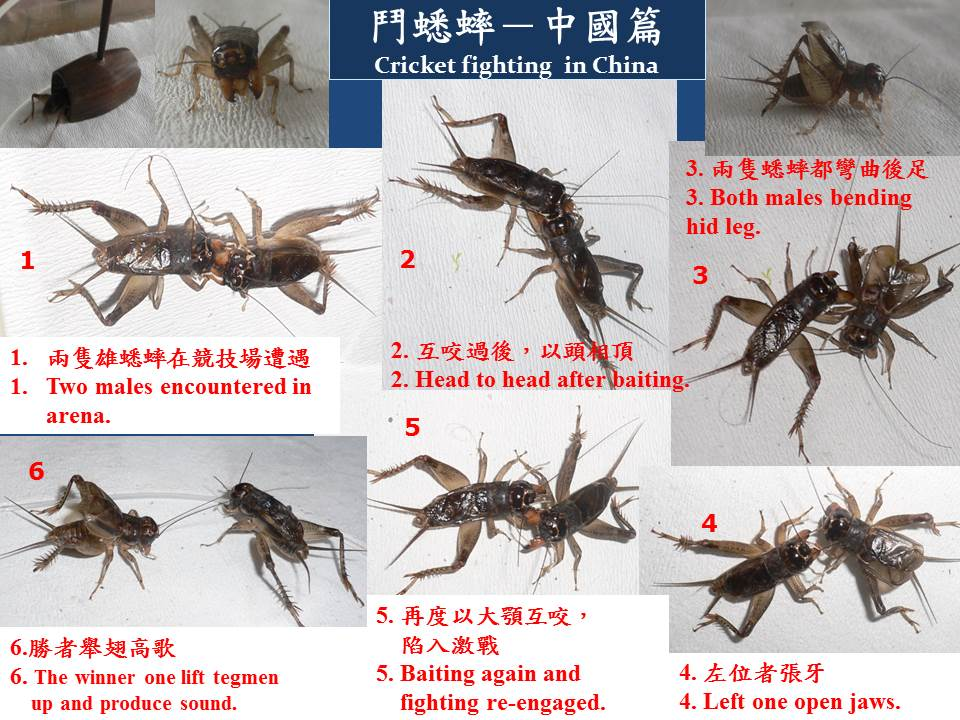
مصارعة الصراصير

مصارعة الصراصير هي هواية وقمار تتضمن قتال ذكرين من الصراصير. بعكس الرياضات الدموية الأخرى مثل مصارعة الثيران ومصارعة الديوك نادراً ما تسبب مصارعة الصراصير إصابة للحشرة. وهي هواية شائعة في الصين يرجع تاريخها إلى أكثر من 1000 عام إلى عهد سلالة تانغ الحاكمة. مع ذلك الرياضة حالياً فقدت الكثير من شعبيتها في الصين.